# 星状菌科
星状菌科（学名：Stellaceae）为红螺菌目的一个科细菌。此科的模式属为星状菌属(Stella)。

## 下级分类
本科包括以下属：
- Constrictibacter Yamada et al., 2011
- 星状菌属 Stella Vasilyeva, 1985